# Kostel svatého Vavřince (Brno-Komín)
Římskokatolický farní kostel svatého Vavřince se nachází v Kristenově ulici v brněnské městské části Komín. Je součástí komínské farnosti a pravidelně se zde slouží mše svaté. Fara se nachází vzadu za kostelem v sousedství školní budovy. Od roku 2014 je farářem kostela otec Marcel Javora, syn brněnského duchovního Josefa Javory a synovec teoložky Ludmily Javorové, která byla vysvěcena biskupem Felixem M. Davídkem na jáhna i římskokatolického kněze. 

## Založení kostela
Od první poloviny XIII. století patřila obec Komín do majetku Tišnovského kláštera a jeho duchovní správa spadala pod farnost kostela Panny Marie na Starém Brně. V první čtvrtině XIV. století se rozhodla Eliška (Alžběta) Rejčka (1286–1335) (vdova po českém a polském králi Václavu II. (1271–1305) založit nový cisterciácký klášter při kostele na Starém Brně. V této souvislosti započala výstavbu kostela v Komíně, na který nechala patronátním právem převést farní práva od kostela P. Marie, který byl tehdy povýšen na klášterní chrám, k čemuž došlo se svolením olomouckého biskupa Konráda I. Bavora. Podle zakládací listiny ze dne 22. dubna 1324, byl komínský kostel vystavěn na náklady samotné Elišky Rejčky a k jeho vysvěcení došlo nejspíš v září téhož roku za její osobní přítomnosti. Zasvěcení provedl pravděpodobně olomoucký biskup Konrádem. Další zmínka o komínském kostele pochází z 18. září 1514, kdy byla přeložena slavnost zasvěcení kostela na neděli po svátku sv. Martina, tuto změnu povolil olomoucký biskup Stanislav Thurzo.

## Stavebně-historický vývoj

### První fáze výstavby
Kostel svatého Vavřince tvořila původně jednolodní stavba nevelkých rozměrů, na obdélníkovém půdorysu o dvou zaklenutých polích. Závěr kostela (který se na rozdíl od hlavní lodě dochoval do dnes) byl polygonální, odsazený jedním klenebním polem. Presbytář byl propojen zděným vchodem se sakristií, postavenou na severní straně kostela. Průchod byl později zazděn, ale jeho kamenné ostění je stále viditelné v mase zdiva. Není jisto, jestli se zde sakristie nacházela již v první fázi výstavby nebo byla dostavěna až později. Orientace kostela byla směrem na východ, na rozdíl od současné situace. Hlavní vstup byl s největší pravděpodobností na západní straně, někteří badatelé však odhadují možný přístup od jihu. U kostela byl také v roce 1324 založen hřbitov. V roce 1831 byl uzavřen a za obcí na mírném svahu vybudován nový.
Původní podobu kostela lze v dnešní době nejlépe odhadovat podle dochovaného presbytáře. Ten naznačuje jednak způsob zaklenutí, ale i sílu a podobu opěrného systému kostela. Presbytář je zaklenut křížovou žebrovou klenbou s paprsčitým závěrem. Jednotlivá žebra vychází z polygonálních patek a setkávají se v kruhovitých svornících. Žebroví má klínový profil s výžlabkem. Povaha kamenosochařských dekorací je poměrně jednoduchá, zdobnost je skromná. Hrotitá okna postrádají kružbu. Dále je v presbytáři také stále přítomné původní ostění vchodu do sakristie, portálek sedlového typu je viditelně velmi masivní. Zaklenutí v lodi pravděpodobně kopírovalo žebroví presbytáře, ovšem s jistotou to dnes již doložit nelze.

### 16. století
K první větší přestavbě kostela došlo v první polovině XVI. století, kdy byla k západní fasádě přistavěna hranolová věž. K této úpravě došlo s největší pravděpodobností na přelomu XV. a XVI. století, možnou dataci napovídá zvon ve věži s reliéfním nápisem z roku 1502. Badatel Libor Jan odhaduje, že byla hranolová věž postavena jako poslední útočiště pro obyvatele Komína, „Její zbudování si jistě vyžádala hrozba do té doby častých vojenských vpádů.“ Což podle něj naznačuje jednak její masivní zdivo, ale také tzv. střílnová okna, která naopak popisuje badatel Jan Studeník.
Masivní věž je vysoká přibližně 45 m a má celkem 4 zaklenutá patra. Podél nároží je po celé své výšce armována. Ve spodní části má věž střílnová okna s profilovanými nadokenními římsami. Spodní podlaží věže bylo původně využíváno jako komora či spíž od roku 1802 sloužilo jako kaple Božího hrobu. Dnes se dá do tohoto prostoru dostat původním vchodem, vedoucím z hlavní lodi kostela. Před úpravou byla vyšší patra přístupná z jižní strany kostela točitým schodištěm (dnes neexistujícím). František Augustin Slavík uvádí, že měla věž původně kamennou střechu, která byla uvnitř dutá, ta ovšem byla na konci IXX. století nahrazena.

### 17. století
Během obléhaní Brna, na konci třicetileté války, mělo do kostela vtrhnou vojsko švédského vojevůdce Lennarta Thorstensona a následně byl dokonce využíván švédskými vojáky k ustájení koní. To potvrzuje také zápis v komínské matrice z roku 1646 od faráře Theodosia Labuckého. Událost připomíná podkova na dveřích vedoucích do hranolové věže. 

### 18. století
V roce 1720 vypukl v Komíně požár, který poškodil i budovu kostela. O tom, jaké přesně vznikly škody nejsou v pramenech ani literatuře zmínky. Jeho funkčnost však narušena nebyla a po této události se ve sloužení bohoslužeb pokračovalo. Rozsah škod tak pravděpodobně nemohl být nějak závažný, neboť k větší opravě kostela po této události došlo až v druhé polovině IXX. století. Po této události ovšem musela být přestěhována fara, která ohni podlehla. Samostatnost byla farnosti vrácena až v roce 1857.

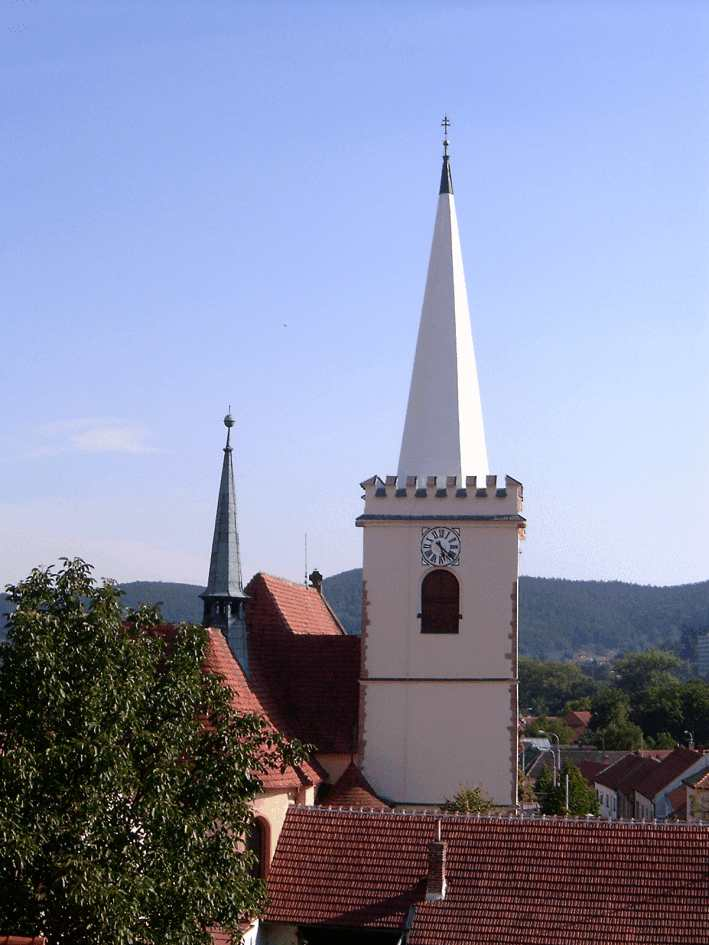
Renesanční věž

### Přestavba v 19. století
Mezi lety 1883–1884 došlo k opravě kostela a jeho přestavbě ve stylu historismu. O tyto úpravy se postaral diecézní architekt, zemský konzervátor a historik umění August Prokop (1838–1915) a provedl ji stavitel Eduard Svoboda (?–1886), celková částka dosáhla 4081 zlatých. V rámci těchto úprav byla hranolová věž kostela obohacena o cimbuří a dále byla zastřešena zděným polygonálním jehlanem, který nahradil původní střechu.
August Prokop byl v rámci města Brna osobou velice podstatnou. Po studiích na Polytechnickém institutu a Akademii výtvarných umění ve Vídni (1863–1865), působil ve funkci ředitele Uměleckoprůmyslového muzea v Brně (1882–1892). V rámci své praxe se zaměřoval na stavby a rekonstrukce v historizujícím pojetí. V případě staveb sakrálních se obracel zejména k prvkům „neogotiky“, ale také „neorenesance“. Tyto principy byly uplatněny i při opravě kostela v Komíně. 

### Přestavba na počátku 20. století a současný stav
Rozměry nevelký kostel přestával postupem času kapacitně vyhovovat. Od začátku 90. let se proto začalo uvažovat o zásadnější přestavbě, která by rozšířila jeho prostory. Tato potřeba byla urychlena na počátku XX. století, neboť se v krátké době navýšil počet obyvatel v Komíně, ale i okolních přifařených obcích. Akutní situaci se 24. května 1911 vydala zkontrolovat komise vyslaná c. k. hejtmanstvím z Brna, jejím úkolem bylo obhlédnout možnosti úpravy kostela. Komise naznala, že stav kostela skutečně nevyhovuje potřebám věřících a rozšíření stavby povolila, ovšem trvala na zachování presbytáře a hranolové věže.
Následně byla vypsána soutěž v rámci které bylo zvažováno několik návrhů. Jedním z nich byl také návrh Valentina Hrdličky ve stylu Art deco. Tato varianta však realizována nebyla, jedním z důvodů bylo, že počítala s úplným odstraněním kostela původního. Zvítězil tak projekt architekta Antonína Blažka z Královna Pole, který v rámci přestavby počítal se zachováním starších struktur. Stavitelem nového kostela byl František Hrdina ze Žabovřesk. Stavba začala 28. dubna 1912 a dokončena byla až o rok později. Ke zpoždění výstavby došlo kvůli deštivému počasí během léta. Během tohoto období se konaly bohoslužby ve vedlejší školní budově. Celkové náklady na stavbu dosáhly 100 000 korun, včetně vnitřního vybavení. Nový kostel byl vysvěcen brněnským biskupem Pavlem Huynem, 10. 8. 1913 na svátek patrona kostela sv. Vavřince.

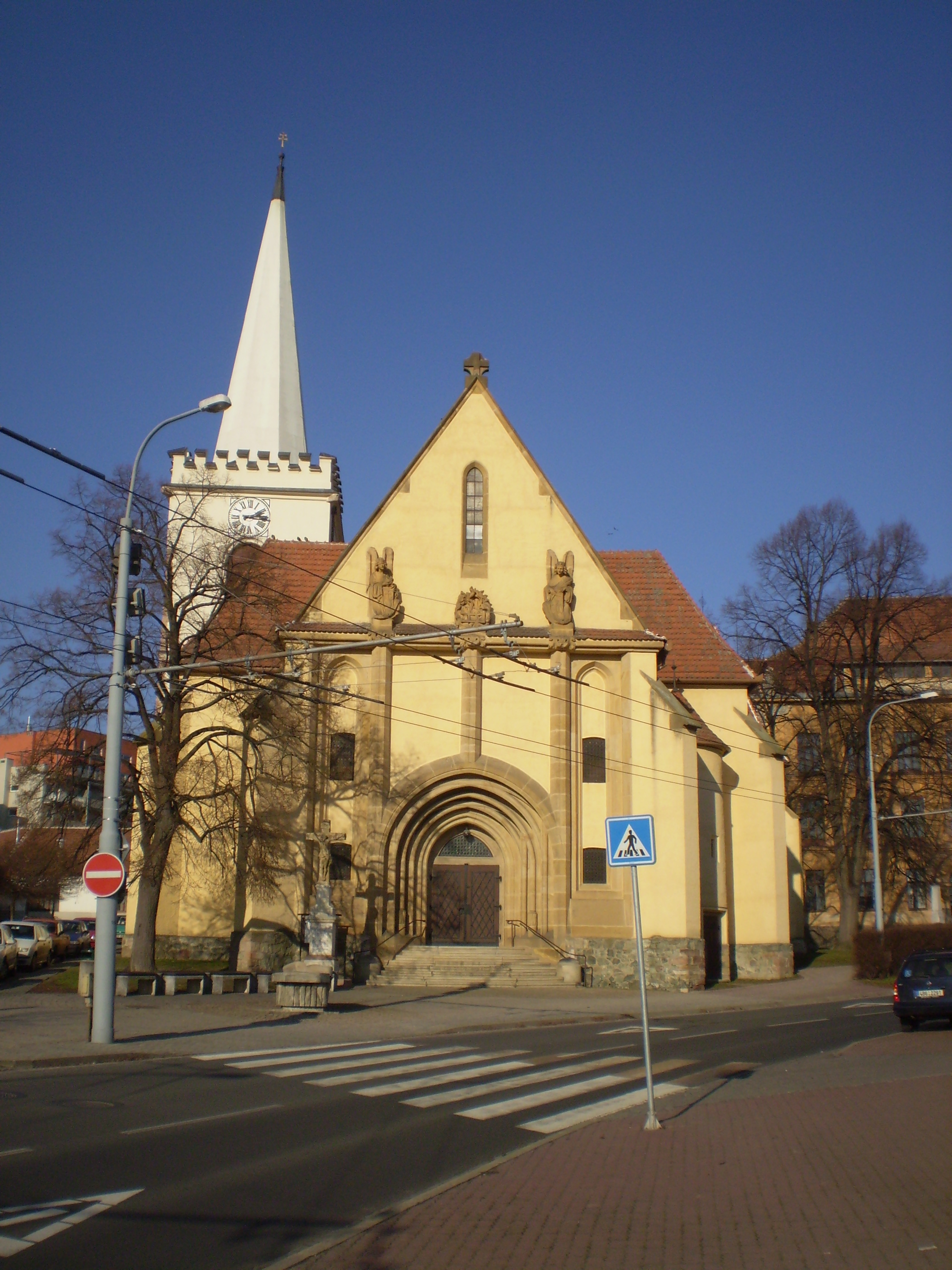
Pohled na Kostel sv. Vavřince

#### Popis úprav
Přestavba kostela spočívala ve zbourání hlavní lodě dosavadního kostela, zatímco presbytář s věží byly zachovány. Nová loď byla vměstnána do vzniklé proluky a protažena od severu k jihu. Těmito úpravami byla pozměněna orientace celé stavby. Ze zachovaného původního kněžiště se stala boční kaple, která dnes nejvýrazněji odkazuje na původní vzhled kostela. Nový presbytář je zaklenut jedním polem křížové klenby v tzv. “neogotického” tvarosloví. Nová loď kostela byla protažena směrem na jih, kam byl orientován vstup do kostela, předsazený předsíní, do které vede odstupňované schodiště. Nad předsíní s půdorysem obdélníku byla zbudována kruchta, kde jsou umístěny varhany. Hlavní loď o třech klenebních polích je lemována bočními loděmi o dvou klenebních polích na půdorysu obdélníku. Okna simulují lomený oblouk, zde se tedy navazuje na původní “gotickou” podobu kostela. Kromě hlavního vstupu vznikly dva další vchody, přístupné z bočních lodí. Jeden od východu a druhý od západu (v současné době je využíván pouze vchod západní). Přestavbou zaniklo mimo jiné původní schodiště vedoucí do patra věže, proto bylo nutné vystavět nové, tentokrát vtisknuté mezi stěnu nového presbytáře a objem věže, směrem od severu. Původní sakristie zanikla a spolu s ní byl zastavěn původní vchod do ní vedoucí z presbytáře (nyní boční kaple). Nová sakristie vznikla na místě, kde se pravděpodobně již dříve místnost s touto funkcí nacházela, byla propojena vstupem z nově vzniklého kněžiště. Druhý vchod s představenou předsíní byl zbudován od severu stavby, směrem k faře.

#### Dekorace fasády
V rámci přestavby byla akcentována přední fasáda kostela, její dominantou je ústupkový portál, tesaný z hořického pískovce. Klenební žebra portálu jsou segmentová, zalomená do mírného oblouku. Fasáda je členěna vertikálně třemi segmentovými lizénami, rastry či pilastry, ty navazují na horizontální římsu. Trojúhelníkový fronton je definován třemi sochami, posazenými na jeho spodní římsu. Tato sochařská díla jsou taktéž z hořického pískovce stejně jako hlavní portál, jejich autorem je Štěpán Zálešák (1974–1945). Po stranách jsou znázorněni dva andělé, jeden z nich drží trnovou korunu a desku s hořícím srdcem z něhož vyrůstá latinský kříž, dále je scéna doplněna kotvou. Druhý z andělů drží v rukou palmový list a taktéž desku, tentokrát s řeckým monogramem Krista (IHS). Uprostřed se nachází reliéfní znázornění hořícího roštu, atributu patrona kostela sv. Vavřince, symbolu jeho umučení. Špička předního štítu je osazena reliéfním řeckým křížem. Ve středu štítu je proraženo štíhlé protáhlé okno, zalomené ve stejném úhlu jako hlavní portál. Tento motiv, protáhlého lomení, je zopakován na fasádě kostela v lizénách po pravé a levé straně portálu, táhnoucí se k římse oddělující štít.

#### Architekt přestavby
Antonín Blažek (1874–1944), autor novodobé přestavby kostela sv. Vavřince, se v urbanismu městské části Komín otiskl vícekrát. Kromě kostela je také autorem podoby Jubilejní obecné školy (1908, ulice Kristenova), která s kostelem přímo sousedí a také hospody U Dvořáků (1908, ulice Hlavní). Blažek vystudoval Vysokou školu uměleckoprůmyslovou v Praze (1898–1899) u Friedricha Ohmanna a poté pokračovat na vídeňskou Akademii (1899–1903), kde studoval pod vedením Viktora Luntze. Po návratu do českých zemí se podílel na založení Sdružení výtvarných umělců moravských v Hodoníně. Jednou z jeho prvních staveb v Brně byl hotel Slavia na Solniční ulici (1902–1903). Jak do této architektury, tak i do staveb následujících se otiskl vliv studií na vídeňské Akademii a školení, které zde získal. V jeho tvorbě převládají prvky historismu, postupně se objevují také motivy modernější, pro začátek XX. století typické, a to zejména secese, jako i v případě kostela sv. Vavřince, kdy byly tyto prvky kombinovány z historizující “neogotikou”. Tento přístup Blažek uplatnil například i v návrhu kostela sv. Cyrila a Metoděje v Bílovicích nad Svitavou (1908–1913).

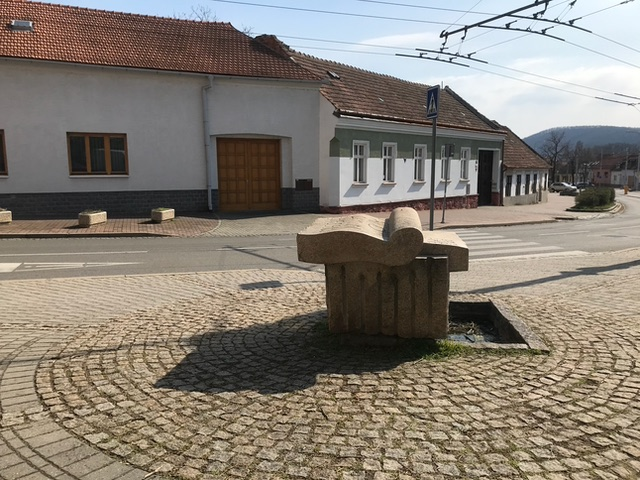
Kašna "Starý a Nový zákon" u kostela v Komíně
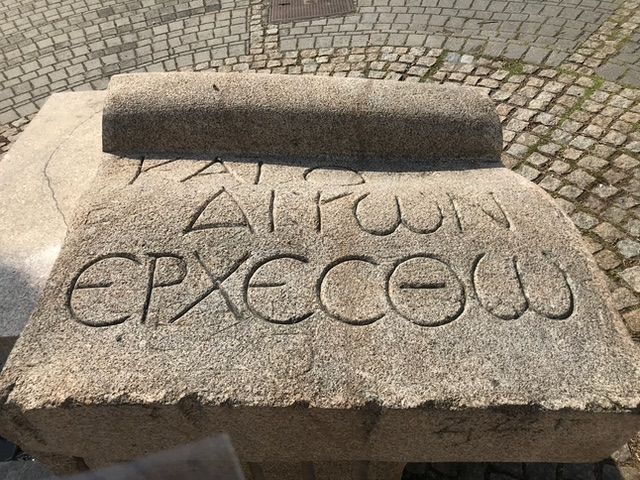
Detail kašny "Starý a Nový zákon", autor: Roman Wenzel
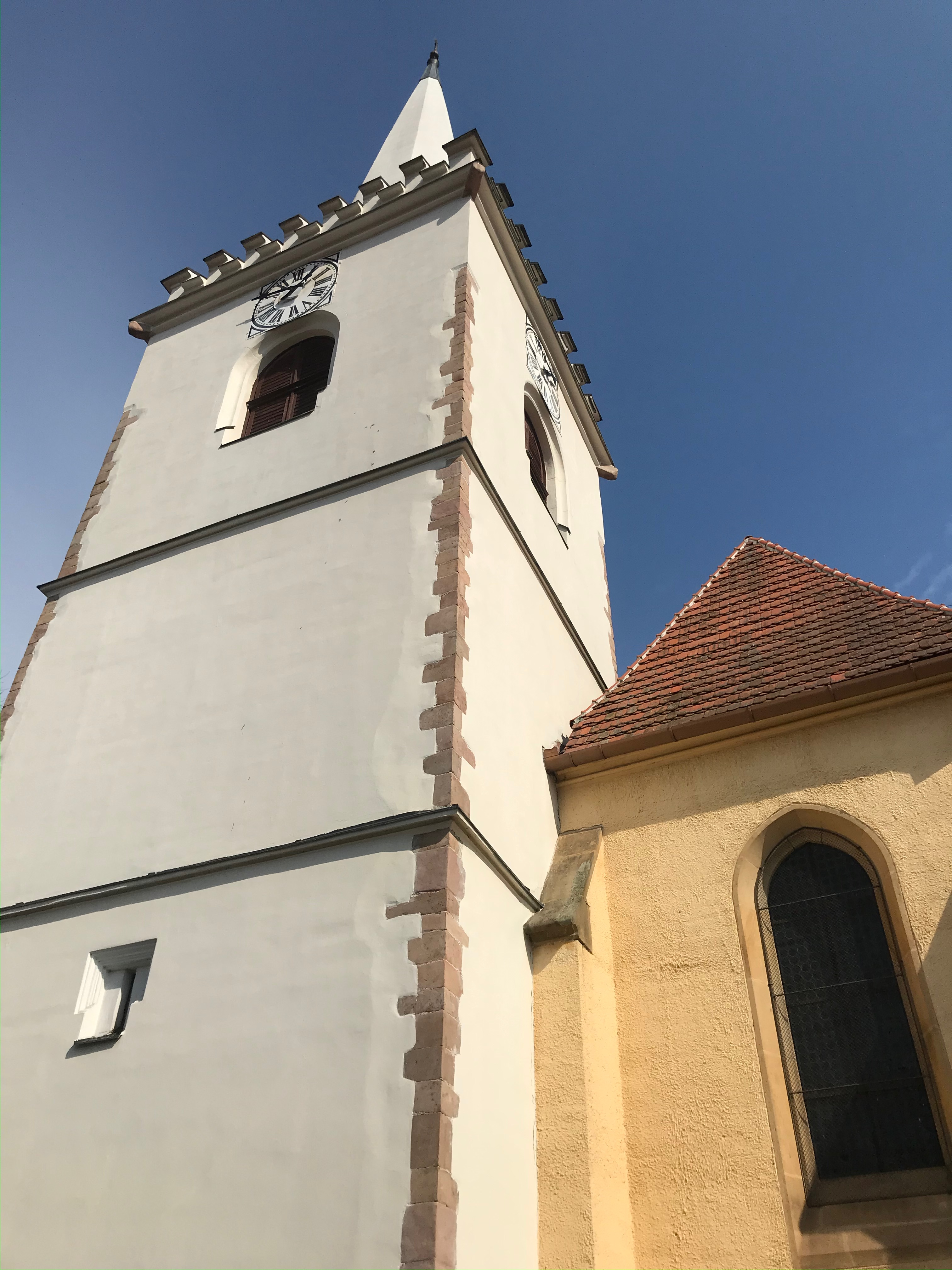
Věž komínského kostela
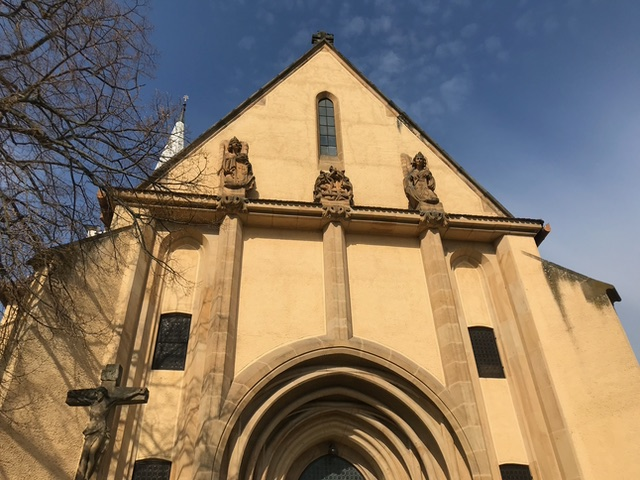
Detail přední fasády se sochařskými dekoracemi
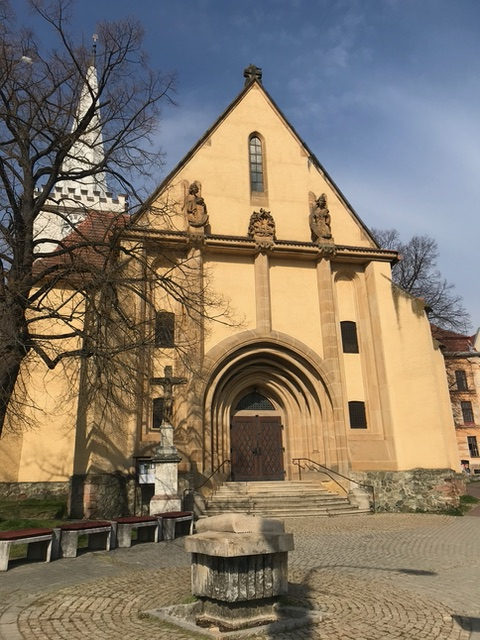
Pohled na kostel s kašnou

### Doba 2. světové války – osud kostelních zvonů
Renesanční věž kostela byla původně opatřena čtyřmi zvony, umístěnými v nejvyšším poschodí, tři z nich však byly během druhé světové války zrekvírovány. Zápis z kostelní kroniky tuto událost popisuje následovně: „6. února 1942 dostavila se od města Brna vyslaná Komise stran odevzdání zvonů k účelům válečným. Zdůraznil jsem důležitost a posvátnost starobylou největšího zvonu i jeho ochranu památkovým úřadem, který ihned vše potřebné zjistil a svým zákrokem i zvon uchránil. 29. dubna 1942 byl den velkého smutku v celé farnosti. Po příjezdu odborníků určených ke snětí zvonů z věže…“ Po tomto zásahu zůstal pouze největší zvon s reliéfem sv. Vavřince a Madony. Jiří Bílek zmiňuje nápis na zvonu, který zní: “Raduj se nebes Krlovno, Jehož nositi hodna jsi byla, Aleluja.”, a dále popisuje jeho historii takto: „V dolní části zvonu je poznačeno věnování Rosalie Widmannové kolínskému faráři Jakubu Karlovi Horákovi ze Seničky: Ulito v Brně roku 1502, přelito roku 1684 Pavlem Streckfussem.“ 

## Kontext stavby
Výstavba kostela sv. Vavřince kontextuálně zapadá do období dovršení církevní organizace a farního systému v Čechách.[kde?] Jen o rok dříve, něž začala stavba kostela v Komíně, byla zahájena výstavba cisterciáckého kláštera při kostele Nanebevzetí Panny Marie na Starém Brně. S výstavbou kláštera byl předchozí farní kostel Panny Marie povýšen na klášterní chrám a farní práva byla přenesena na kostel v Komíně. V první polovině 14. století byla výstavba farních kostelů poměrně hojná, stylově se pohybujících na přechodu od tzv. tvarosloví „románského“, ke “gotickému“. V návaznosti na výstavbu kláštera na Starém Brně, lze předpokládat přítomnost řemeslnické dílny či hutě, která mohla současně vystavět i kostel komínský, což se zdá vysoce pravděpodobné. Přesto je nelze z pohledu architektury přímo srovnávat, neboť se jedná o stavby zcela odlišného postavení a významu. Je tak možné komparovat jen architektonické tvarosloví. Najít k dochované „gotické“ části kostela sv. Vavřince srovnání je velmi obtížné, neboť se mnoho příkladů farních kostelů z první poloviny 14. století ve své původní podobě nedochovalo. Kostel sv. Vavřince, po architektonické stránce, pravděpodobně nijak výrazně nevybočoval z běžného dobového pojetí a svým zpracováním se nevyvyšoval nad jiné stavby tohoto typu své doby. Přesto je bezesporu památkou výjimečnou a to zejména tím, že se dochoval jeho původní středověký presbytář, ke kterému dnes téměř není srovnání. Ojedinělé je i secesní pojetí novodobé přestavby se secesními prvky. 

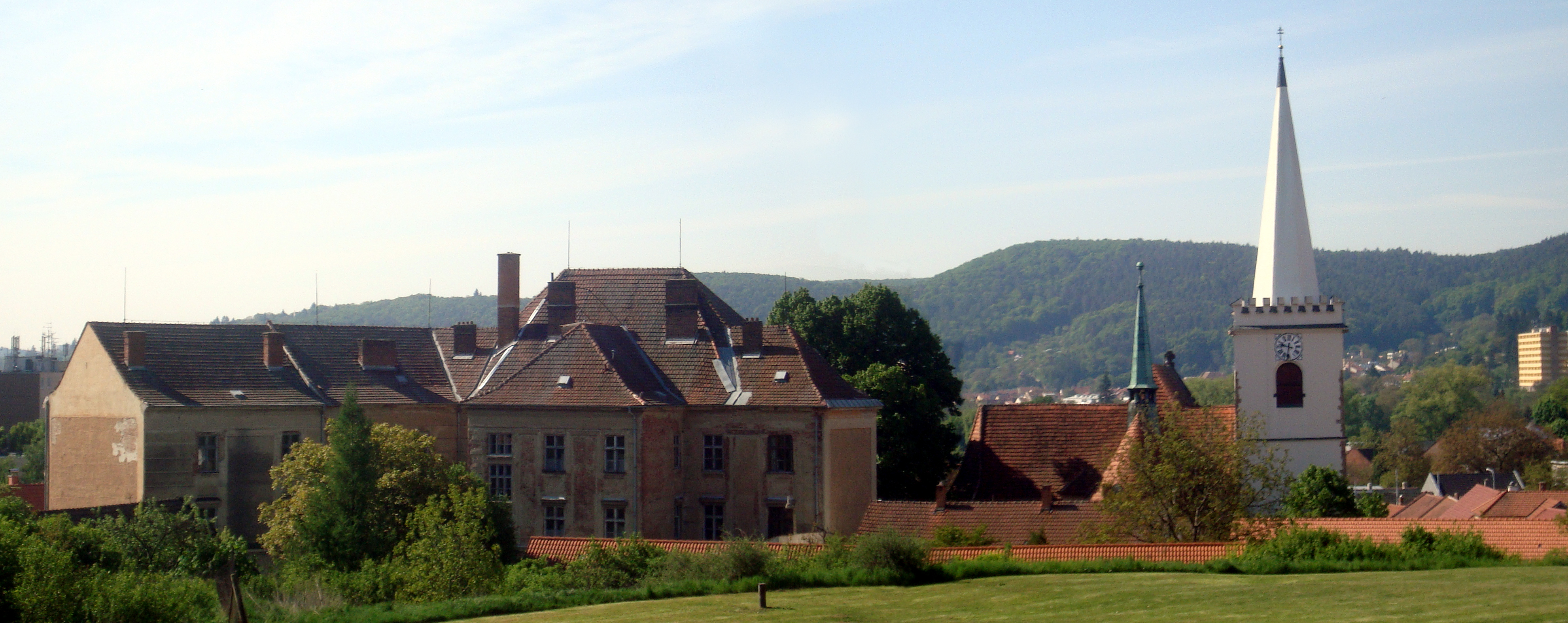
Vzdálený pohled na kostel sv. Vavřince

#### Další architektura tohoto typu v Česku
Přestože zprostředkující uměleckou úlohu sehrála pravděpodobně stavební huť katedrály Nanebevzetí Panny Marie, jako srovnávací materiál tuto stavbu použít nelze, neboť se jedná o kostel klášterní. Také porovnání s dalšími stavbami je možné pouze částečně. Mezi památkami z tohoto období, vystavěnými v podobném rázu lze jmenovat například, kostel sv. Mikuláše v Čečovicích, který však nebyl původně vystaven jako kostel farní, ale jako panská kaple. Kromě toho se z hlediska stylového pojetí a kvality provedení s největší pravděpodobností jedná o export z Porýní (třetí čtvrtina 14. století). Dále je srovnatelný také farní kostel Narození Panny Marie v Písku (2. polovina 13. století), zde se však jedná o stavbu větších rozměrů, navíc bazilikálního typu. Zmínit zle také kostel Povýšení svatého kříže ve Vrbně u Mělníka (12.–14. století).

### Prameny
- Codex diplomaticus et epistolaris Moraviae VI, č. 222, s. 164–165.
- Protocollum domesticum parchiae Cominenis I, zal. 1820, Zdroj: Archiv Římskokatolické farnosti u kostela sv. Vavřince v Brně-Komíně, nepag.